# Дельта Салума (национальный парк)
Национальный парк Дельта Салума — национальный парк в Сенегале, площадью 76000 га. Основан в 1976 году. Расположен в дельте реки Салум у её впадения в Атлантический океан.
Входит в состав более крупного биосферного заповедника площадью 180000 га, из которых водные угодья составляют 61000 га, прибрежные мангровые заросли и морская растительность 7000 га, саванны и леса 8000 га. На территории парка обитают следующие виды птиц: королевская крачка, обыкновенный фламинго, обыкновенная колпица, краснозобик, камнешарка, кулик-воробей.
Включён в 2011 году в состав Всемирного наследия ЮНЕСКО.

## География
Парк расположен в западной части Сенегала, примыкая к атлантическому побережью; его южная часть граничит с Гамбией. В дельте реки Салум произрастают обильные мангровые заросли. Ландшафт парка представлен также водно-болотными угодьями, болонгами (специфический термин для обозначения прибрежных районов в Сенегале и Гамбии) и саваннами.

## История
28 мая 1976 года согласно закону № 76-577 сенегальского правительства эта территория была объявлена национальным парком. В 1981 году он был объявлен биосферным заповедником ЮНЕСКО, в 1987 году включён в Рамсарскую конвенцию. 18 ноября 2005 года дельта Салума была включена в предварительный список Всемирного наследия ЮНЕСКО, а в 2011 году парк был включён в сам список.

## Природа
Окружающая среда парка представлена тремя биотопами: мангровыми лесами, «бесплодными» землями (фр. tanne — специфический местный термин) и «зоной саванн» (также именуемой «суданской»).

### Фауна
Число видов млекопитающих в парке не очень велико: пустынный бородавочник, пятнистая гиена, лесные антилопы, дукеры, мартышка-гусар, красный колобус. В водах парка обитают дельфины и ламантины.
На территории парка обитают следующие виды птиц: малый фламинго, розовоспинный пеликан, исполинская цапля, морской голубок, сероголовая чайка, королевская крачка, чеграва, большой веретенник, шилоклювка и другие.
Кроме того, в водах парка обитают 114 видов рыб, благодаря чему он является местом наибольшего рыбного биоразнообразия в Сенегале.